# Giovanni Antonio Carbonazzi
Giovanni Antonio Carbonazzi (Felizzano, 8 giugno 1792 – Felizzano, 11 giugno 1873) è stato un politico italiano.

## Biografia
Appartenente ad una nobile ed antica famiglia di Felizzano, studiò a Casale e poi dal 1808 alla École polytechnique di Francia. Lavorò come ingegnere dapprima in Francia, poi, dal 1820, in Italia sotto i re di Sardegna Carlo Felice e Carlo Alberto progettando opere idrauliche e stradali in Piemonte e Sardegna, isola allora quasi del tutto priva di vie di comunicazione. 
Studiò particolarmente la navigazione fluviale ed i progetti ferroviari alpini ed appenninici. Nel 1849 fu eletto Deputato del Regno di Sardegna per il collegio di Felizzano, e nel 1859 divenne vicepresidente onorario del Consiglio superiore dei lavori pubblici e si batté perché la linea ferroviaria Alessandria-Torino passasse per il suo paese natale, Felizzano. 
Nel 1867, raggiunta l'età della pensione, si ritirò a Felizzano dove si occupò per i suoi rimanenti anni di questioni agrarie e dell'amministrazione dei suoi beni. Morì nel 1873.